# Šavci
Šavci (cyr. Шавци) – wieś w Serbii, w okręgu raskim, w mieście Novi Pazar. W 2011 roku liczyła 330 mieszkańców.